# Asztalos János (katona)
Asztalos János (Pozsony, 1918. április 6. – Budapest, 1956. október 30.) honvédtiszt, a Köztársaság téri pártház ostroma utáni lincselés egyik áldozata.

## Élete
Apja cipész volt, három testvére volt. (Egyik öccse Asztalos Lajos politikus.) Négy polgárit végzett, majd, 1932-től aranyműves inas lett. 1936-ban belépett a Vasas Sport Clubba, és ott került kapcsolatba a munkásmozgalommal. 1937-ben tagja lett a Nemesfémipari Munkások Szakszervezetének és a Magyarországi Szociáldemokrata Pártnak. Részt vett a Magyarországi Vörös Segély munkájában. 1940-ben tagja lett a Kommunisták Magyarországi Pártjának. 1940 februárjában katonai szolgálatra hívták be, részt vett az erdélyi bevonulásban. 1941 őszén szakaszvezetői rendfokozattal szerelt le. Bekapcsolódott a függetlenségi mozgalomba, emiatt 1942 májusában letartóztatták és másfél év szabadságvesztésre ítélték. Kiszabadulása után Nagykanizsára internálták.
1945-ben részt vett Nagykanizsán az MKP megalakításában, majd Zalaegerszegen végzett pártmunkát. 1945 áprilisában az MKP budapesti IX. kerületi bizottságán dolgozott, később a Budapesti Pártbizottság tömegszervezeti osztályának volt instruktora. 1946 őszén a budapesti I. kerületi pártbizottság titkára lett. 1947 júniusától a pártiskola vezetője Budatétényben. 1948 áprilisában vonult be a Magyar Néphadsereghez, századosi rendfokozattal beosztották a Műszaki Hadosztályhoz nevelőtisztnek. Levelező úton végezte el a tiszti akadémiát. 1948 őszén őrnagyként került a Kossuth Akadémia Politikai Osztályára. 1948 végétől a törzs- és a főtiszti tanfolyam, 1949 júliusától a Térképészeti Intézet politikai tisztje, szeptembertől a Tüzértiszti Iskola pártbizottságának titkára volt. 1950 májusában a Dózsa gyalogostiszti iskolára került, ahonnan 1951 novemberében az 1. honvéd kerület parancsnokának politikai helyettesévé nevezték ki. 1950 augusztusában alezredessé léptették elő. 1953 májusától a HM Hadtápszolgálat Főnökség Politikai Osztályát vezette ezredesi rangban.
1956. október 23-tól az Magyar Dolgozók Pártja Budapesti Bizottsága Köztársaság téri épületében lévő katonai egység egyik parancsnoka, Tóth Lajos ezredes politikai helyettese lett. Október 30-án, a pártház ostromakor a védelem egyik irányítója volt. Amikor a pártház védelme kilátástalanná vált, a vezető tisztekkel fehér zászlóval tárgyalni indult az épületből. A felkelők a delegációt golyózáporral fogadták, Asztalos Jánost is agyonlőtték. Holttestét a lábánál fogva felakasztották, arcát a felismerhetetlenségig szétverték, leköpdösték.
Meglincselése a hasonló esetekkel együtt a forradalom utáni megtorlások egyik indokává vált.
2017-ben, az 1956-os forradalom évfordulóján Szanyi Tibor politikai vihart kavart az Asztalos János meglincseléséről készült fotó közzétételével a Facebookon.

## Emlékezete
- Asztalos János Ifjúsági Park

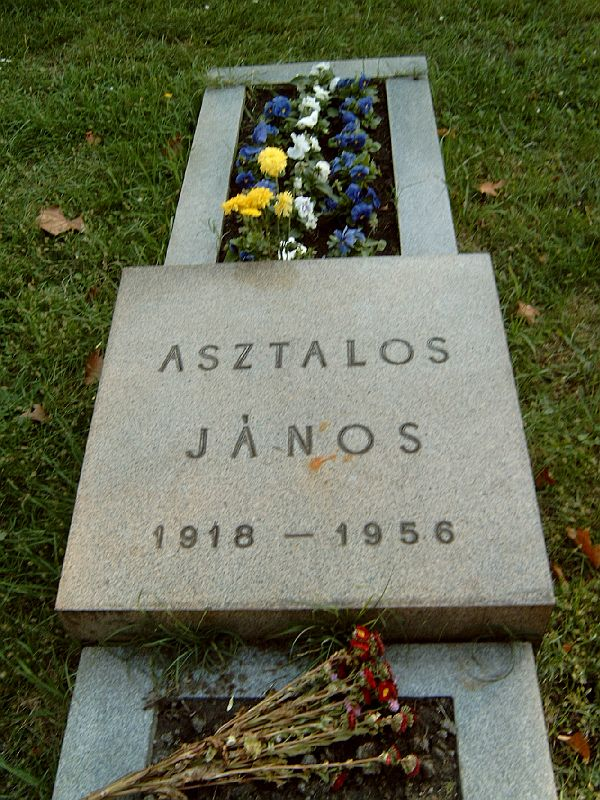
Sírja a Fiumei úti sírkertben

- Honvéd Asztalos János SE, Nyírtelek (1958–1990)[3]
- Asztalos János Kertészeti és Földmérési Szakközépiskola
- Emléktáblája a Nagyvárad téren, majd a Memento Parkban[4]